# Yungasduva
Yungasduva (Leptotila megalura) är en fågel i familjen duvor inom ordningen duvfåglar.

## Utbredning och systematik
Fågelns utbredningsområde är i Anderna i Bolivia och nordvästra Argentina. Den behandlas som monotypisk, det vill säga att den inte delas in i några underarter.

## Status och hot
Arten har ett stort utbredningsområde, men tros minska i antal, dock inte tillräckligt kraftigt för att den ska betraktas som hotad. Internationella naturvårdsunionen IUCN listar arten som livskraftig (LC).

## Namn
Yungas är en övergångszon mellan höglandet och låglandsskogarna vid den östra foten av Anderna, huvudsakligen i Bolivia.

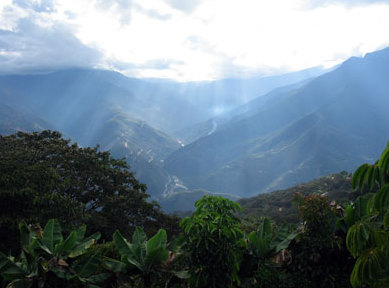
Fågeln är endemisk för växtzonen Yungas på Andernas östsluttning.